# Territoriale prelatuur Huautla
De territoriale prelatuur Huautla (Latijn: Praelatura Territorialis Huautlensis) is een rooms-katholieke territoriale prelatuur met als zetel Huautla de Jiménez, in Mexico. De territoriale prelatuur is suffragaan aan het aartsbisdom Antequera. 

## Geschiedenis
De territoriale prelatuur werd opgericht op 8 oktober 1972, uit delen van het aartsbisdom Antequera. Op 8 januari 1979 verloor het gebied bij de oprichting van het bisdom Tuxtepec.

## Parochies
De territoriale prelatuur had in 2021 een oppervlakte van 1.284 km2 en telde 132.720 inwoners waarvan 90,0% rooms-katholiek was.

## Bisschoppen
- Hermenegildo Ramírez Sánchez (4 januari 1975 - 15 oktober 2005)
- Héctor Luis Morales Sánchez (15 oktober 2005 - 7 januari 2011)
- José Armando Álvarez Cano (3 november 2011 - 11 mei 2019)
- Guadalupe Antonio Ruíz Urquín (27 juni 2020 - heden)

Antequera (aartsbisdom) · Huautla (territoriale prelatuur) · Mixes (territoriale prelatuur) · Puerto Escondido · Tehuantepec · Tuxtepec